# Dimitar Dobrovich

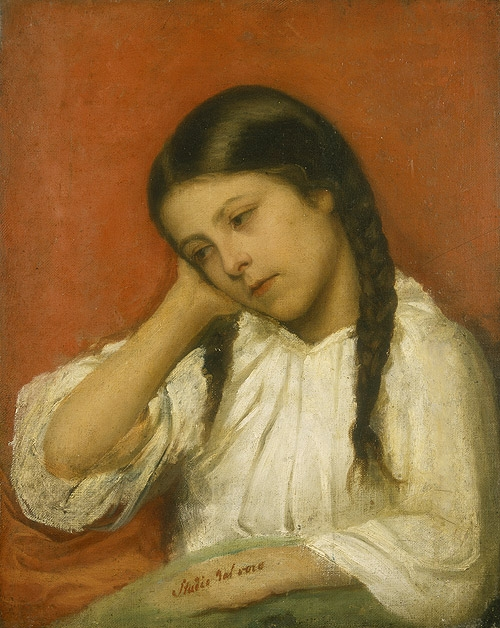
Dimitar Dobrovich, Retrato de una niña (c. 1850)

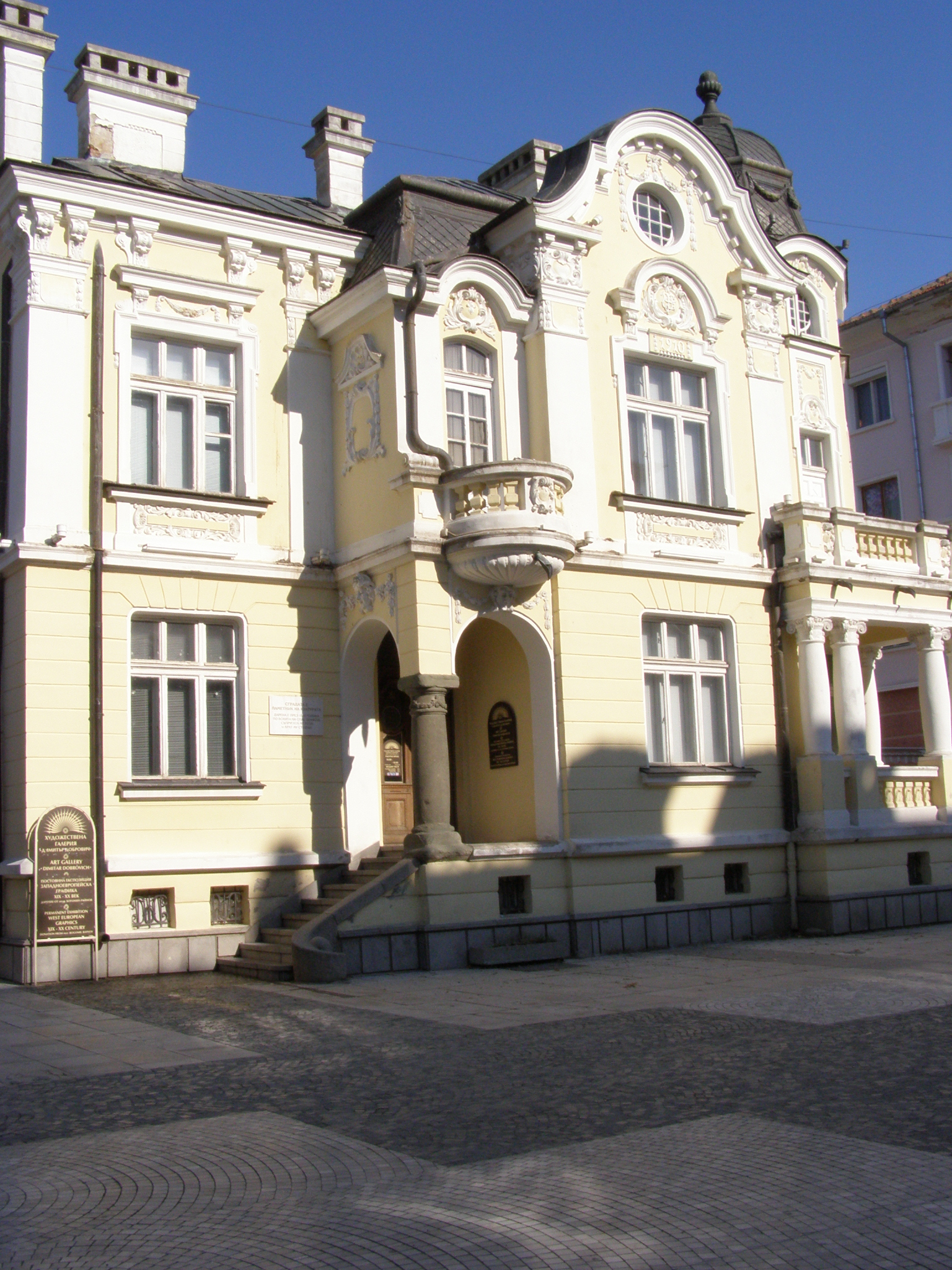
La galería de arte Dimitar Dobrovich en el Sliven nativo del artista

Dimitar Georgiev Dobrovich (en búlgaro: Димитър Георгиев Добрович; 1816 - 2 de marzo de 1905) fue el primer pintor búlgaro con formación académica y participante en las revoluciones de 1848 en los estados italianos.
Dobrovich nació en la ciudad de Sliven, en el norte de Tracia, entonces parte del Imperio Otomano. En 1830, Dimitar viajó a Valaquia con su abuelo, donde vivió en Ploieşti y Brăila, pero no se estableció allí y regresó a Sliven.
En 1834-1837, estudió en el Colegio Ortodoxo Griego Phanar en la capital imperial de Estambul, donde conoció al revolucionario Georgi Rakovski. Dobrovich continuó su educación en Atenas, la capital del Reino de Grecia, donde asistió a una escuela secundaria (1837-1840). Luego fue instruido por el pintor francés Pierre Bonirote antes de matricularse en la Escuela Técnica Griega de Artes, donde fue alumno del pintor italiano Raffaello Ceccoli. Fue en ese momento cuando Dobrovich comenzó a pintar retratos bajo el nombre helenizado de Demetrios Dobriadis. 
En 1848, Dobrovich se mudó a Roma para inscribirse en la Universidad de Bellas Artes. En el mismo año, participó en el levantamiento de Giuseppe Garibaldi y Giuseppe Mazzini y luchó activamente durante tres meses. Dobrovich se graduó de la academia cinco años después para convertirse en el primer artista búlgaro con formación académica. Regresó a Bulgaria en 1893, cuando el país era un Principado autónomo de Bulgaria ya liberado del dominio otomano. Murió en 1905 en su Sliven natal.

## Trabajos
Mientras vivía en Atenas, Dobrovich creó iconos para las iglesias ortodoxas locales. Sin embargo, poco después rompió con el enfoque canónico de la iconografía para adoptar un estilo secular de pintura. Algunas obras conservadas de este período griego son: Retrato de un obispo griego (1842-1843), Retrato de la esposa del pintor italiano Raffaello Ceccoli (1842-1847, Galería Nacional de Arte), Retrato de una niña (c. 1850, Galería Nacional de Arte) y Retrato del escritor religioso Eugenios Voulgaris. 
Dobrovich en Italia abrazó el estilo y la visión del romanticismo italiano tardío. Representaba escenas de la vida cotidiana de los italianos, por ejemplo, una mujer hilandera, una aldeana italiana, una aldeana italiana con un frasco encima de la cabeza, una niña del pueblo con cabras, etc. 
Más adelante en su carrera, Dobroviched recurrió a la pintura al óleo y demostró interés en el arte realista, como se muestra en la obra Enferma. En sus últimos años, Dobrovich pintó retratos de figuras del renacimiento nacional búlgaro como Georgi Mirkovich, Georgi Rakovski, Vasil Levski y Hadzhi Dimitar. Al regresar a Bulgaria en 1893, realizó una exposición que incluía pinturas y copias de pinturas de artistas barrocos italianos como Guido Reni y Carlo Dolci. 
La galería de arte de Sliven se llama Galería de Arte Dimitar Dobrovich en su honor. Además de la galería de arte nacional de Bulgaria, la Galería Nacional de Grecia también muestra algunas de sus obras.